# Friedrich von Esmarch
Johannes Friedrich August von Esmarch (9. ledna 1823 – 23. února 1908) byl německý chirurg. Jeho nejvýznamnějším počinem bylo vytvoření Esmarchova obvazu.

## Život
Narodil se v Tönningu ve Šlesvicku-Holštýnsku. Studoval v Kielu a Göttingenu a v roce 1846 se stal asistentem Bernharda Rudolfa Konrada von Langenbecka v kielské chirurgické nemocnici. V roce 1848 sloužil v prusko-dánské válce jako chirurg. Následně se začal více zaměřovat na vojenskou chirurgii. Byl zajat a následně vyměněn a jmenován chirurgem polní nemocnice. Během války získával nové zkušenosti, a proto se stal jedním z hlavních chirurgů armády.
V roce 1854 se stal ředitelem kliniky v Kielu a později ředitelem všeobecné nemocnice a profesorem na univerzitě v Kielu. Během dánsko-německé války byl považován za jednoho z nejlepších lékařů armády. V roce 1866 byl povolán do Berlína jako člen nemocniční komise a zároveň převzal dohled nad chirurgickou prací v tamních nemocnicích. Když v roce 1870 vypukla prusko-francouzská válka, byl jmenován generálním chirurgem armády a poté poradním chirurgem ve velké vojenské nemocnici u Berlína.
V roce 1872 se oženil s princeznou Caroline Christiane Auguste Emilie Henriette Elisabeth, tetou císařovny Augusty Viktorie.
V roce 1887 mu byl udělen šlechtický patent.
Zemřel 23. února 1908 v Kielu ve věku 85 let.
Připisovány jsou mu nové medicínské poznatky. Především spojitost mezi syfilis a parézy duševně nemocných, nový způsob obvázaní vnějšího poranění. Je po něm pojmenován přístroj, který zlepšuje následky amputace.